# 1907年鐵路
此條目列出1907年發生有關鐵路運輸的事件。

## 事件

### 1月
- 1月24日：東線部分通車。

### 3月
- 3月21日：汴洛鐵路（現隴海鐵路一部分）鄭縣（現鄭州）至汴梁（現開封）通車。
- 3月27日：貝克街及滑鐵盧鐵路（英语：Baker Street and Waterloo Railway）由貝克街站延長至馬里波恩站。

### 5月
- 5月18日：芝加哥地鐵舊西北高架系統雷文斯伍德支線（今日棕線）通車。

### 6月
- 6月15日：貝克街及滑鐵盧鐵路（英语：Baker Street and Waterloo Railway）由馬里波恩站延長至埃奇韋爾路站。
- 6月22日：查令十字、尤斯頓及漢普斯特德鐵路（英语：Charing Cross, Euston & Hampstead Railway）通車。

### 7月
- 7月1日：所有紐約中央鐵路進入大中央總站的列車都改以電力牽引。

### 10月
- 10月1日：大日本帝國完成全國17間民營鐵路國有化。
- 10月1日：打狗（今高雄港車站）至九曲堂的鳳山支線通車，後來成為屏東線一部分。
- 10月27日：華盛頓聯合車站開放，但部分工程尚未完工。

### 11月
- 11月15日：京門支線西直門至三家店段通車。